# Mirosław Filiciak

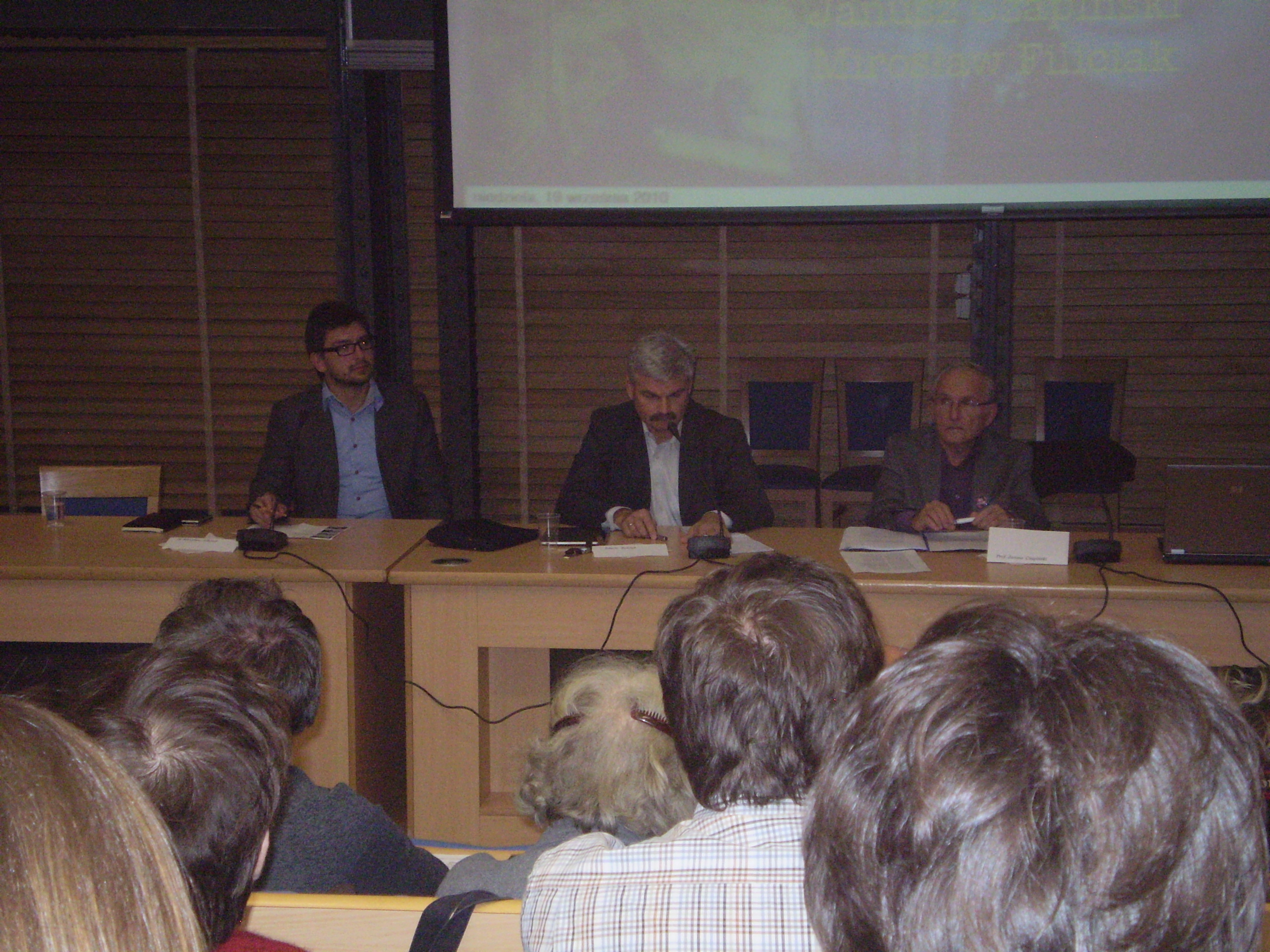
Debata Dzieci sieci w BUW w 2010, od lewej: Filiciak, Edwin Bendyk i Janusz Czapiński

Mirosław Grzegorz Filiciak (ur. 1976) – polski kulturoznawca i medioznawca, doktor habilitowany, profesor w Uniwersytecie Humanistycznospołecznym SWPS, dziekan Wydziału Nauk Humanistycznych i Społecznych tej uczelni, wiceprzewodniczący Polskiego Towarzystwa Badania Gier. Jako naukowiec zajmuje się m.in. tzw. nowymi mediami, współczesną kulturą popularną oraz grami komputerowymi i fabularnymi.

## Życiorys
Studiował na studiach doktoranckich w Instytucie Sztuk Audiowizualnych Uniwersytetu Jagiellońskiego, gdzie zajmował się m.in. sieciowymi grami komputerowymi oraz japońską animacją. W tym okresie redagował także kwartalnik „Kultura Popularna”, współpracował także z Ha!artem i portalem CyberForum. Doktoryzował się w 2005 na podstawie rozprawy Gry sieciowe jako medium komunikacyjne (promotor: Wiesław Godzic).
Następnie przeprowadził się z Krakowa do Warszawy, gdzie związał się z SWPS. Przez pewien czas był dyrektorem Instytutu Kulturoznawstwa tej uczelni, od jej przekształcenia w katedrę jest jej kierownikiem, a jednocześnie dziekanem Wydziału Nauk Humanistycznych i Społecznych. Jednocześnie jest także wiceprzewodniczącym Polskiego Towarzystwa Badania Gier. 
Wraz z Alkiem Tarkowskim ok. 2007 ukuł termin Kultura 2.0 na określenie kultury ukształtowanej przez powszechność technik i narzędzi cyfrowych.
Habilitację uzyskał 25 marca 2014 na podstawie pracy Media, wersja beta. Film i telewizja w czasach gier komputerowych i internetu, udostępnionej następnie przez autora na licencji Creative Commons.